# 上野清
上野 清（うえの きよし、1854年9月9日（嘉永7年閏7月17日） - 1924年（大正13年）6月21日）は、明治から大正時代の教育者。数学者。

## 経歴
江戸出身。小林清吾の三男。4歳のとき上野家の養子となり、1881年（明治14年）11月、上野継光方より分家して一家を創立する。福田理軒・治軒親子らに学ぶ。
東京数学会社や数学協会に参加。1872年（明治5年）上野塾（現東京高等学校の前身）を創設。その後、1890年（明治23年）東京数学院、1894年（明治27年）仙台数学院（現東北高等学校）を創設した。墓所は多磨霊園。

## 親族
- 長男 上野繁（陸軍砲工学校教官）[4]
- 子 上野道輔（会計学者）[5]